# Gneisenaustraße
Gneisenaustraße – ulica w Berlinie, w Niemczech, w dzielnicy Kreuzberg, w okręgu administracyjnym Friedrichshain-Kreuzberg. Została wytyczona w 1864, liczy 1 180 m. Nazwa jej pochodzi od pruskiego feldmarszałka Augusta Neidhardta von Gneisenaua.
Przy ulicy znajduje się stacja metra U7 Gneisenaustraße.